# فريتز مالر
فريتز مالر (بالإنجليزية: Fritz Mahler)‏ (و. 1901 – 1973 م) هو قائد الأوركسترا، وملحن من الولايات المتحدة، والنمسا، ولد في فيينا، توفي في وينستون-سالم، كارولاينا الشمالية، عن عمر يناهز 72 عاماً.

## التعليم
تعلم في جامعة فيينا
.

## وصلات خارجية
- فريتز مالر على موقع IMDb (الإنجليزية)
- فريتز مالر على موقع ميوزك برينز (الإنجليزية)
- فريتز مالر على موقع قاعدة بيانات برودواي على الإنترنت (الإنجليزية)
- فريتز مالر على موقع أول ميوزيك (الإنجليزية)
- فريتز مالر على موقع ديسكوغز (الإنجليزية)

- فريتز مالر في قاعدة بيانات الأفلام على الإنترنت